# Equinoides
Els equinoides (Echinoida) són un antic ordre d'equinoderms de la classe Echinoidea, avui en desús donat que su'ha comprovat que és parafilètic. Incloïa al voltant de 950 espècies d'eriçons marins, dòlars de la sorra, galetes de mar, eriçons cor, entre d'altres.
Els ossicles dèrmics són plaques primes fusionades en una forma rígida, més o menys esfèrica, amb una testa d'endoesquelet. Excepte per una prima epidermis externa, tota l'anatomia complexa es troba dins de la testa. La larva és una equinoplúteus de simetria bilateral. La testa està coberta per abundants espines mòbils. Els peus ambulacrals són els òrgans respiratoris i la madreporita està al costat aboral.

## Famílies
- Echinidae
- Echinometridae
- Parasaleniidae
- Strongylocentrotidae